# 島伸三
島 伸三（しま しんぞう、生年不明 - 2005年）は、日本の吹き替え翻訳家。

## 来歴・人物
1955年ごろ、日本テレビ関係者の誘いから同局で放映する海外ドラマ『ロビンフッドの冒険』などで吹き替え翻訳の仕事を始める。
その後、多くの海外作品で吹き替え翻訳を担当。東北新社制作の吹き替えで翻訳を担当する機会が多かった。
映像テクノアカデミアでは映像翻訳科で担当主任を務めるなど、後進の育成にも積極的であった。

## 主な翻訳作品
※特筆の無い限り、すべて日本語吹き替えのもの。

### 映画
- インディ・ジョーンズ/最後の聖戦（ソフト版）
- おじさんに気をつけろ!
- 影なき男
- キスへのプレリュード（機内上映版）
- ゴースト/ニューヨークの幻（ソフト版）
- ゴッドファーザー PART III（ソフト版）
- さよならゲーム（JAL機内上映版）
- シャイン
- ダイ・ハード（ソフト版）
- ツインズ（ソフト版）
- パーマーの危機脱出
- ハウリングシリーズ
  - ハウリングII
  - ハウリングIII
- バック・トゥ・ザ・フューチャーシリーズ（ソフト版、日本テレビ版）
  - バック・トゥ・ザ・フューチャー
  - バック・トゥ・ザ・フューチャー PART2
  - バック・トゥ・ザ・フューチャー PART3
- パトリオット・ゲーム（ソフト版）
- ビッグ（ソフト版、機内上映版）
- フィールド・オブ・ドリームス
- フーズ・ザット・ガール
- ブラック・レイン ※字幕翻訳
- ベートーベン（ソフト版）
- 星の王子 ニューヨークへ行く
- ミシシッピー・バーニング（ソフト版）
- レッド・オクトーバーを追え!（ソフト版、TBS版）

### 海外ドラマ
- ロビン・フッドの冒険
- 名犬リンチンチン
- パパは何でも知っている
- ウィリアム・テル
- バイキング
- 保安官ワイアット・アープ
- ラット・パトロール
- マニックス
- 空飛ぶ鉄腕美女ワンダーウーマン